# Abdoulaye Diallo (calciatore 1996)
Abdoulaye Diallo (Dakar, 15 gennaio 1996) è un calciatore senegalese, attaccante svincolato.

## Caratteristiche tecniche
È un centravanti.

## Carriera
Ha debuttato in Primeira Liga il 1º marzo 2019 disputando l'incontro vinto 2-0 contro il Boavista.

## Statistiche
Statistiche aggiornate al 22 febbraio 2020.

### Presenze e reti nei club
| Stagione           | Squadra            | Campionato         | Campionato | Campionato | Coppe nazionali | Coppe nazionali | Coppe nazionali | Coppe continentali | Coppe continentali | Coppe continentali | Altre coppe | Altre coppe | Altre coppe | Totale | Totale | Totale |
| Stagione           | Squadra            | Comp               | Pres       | Reti       | Comp            | Pres            | Reti            | Comp               | Pres               | Reti               | Comp        | Pres        | Reti        | Pres   | Reti   |        |
| ------------------ | ------------------ | ------------------ | ---------- | ---------- | --------------- | --------------- | --------------- | ------------------ | ------------------ | ------------------ | ----------- | ----------- | ----------- | ------ | ------ | ------ |
| 2015-2016          | 1º Dezembro        | SD                 | 17         | 6          | CP              | 0               | 0               |                    | -                  | -                  |             | -           | -           | 17     | 6      |        |
| 2015-2016          | Desp. Aves         | LdH                | 9          | 0          | CP+CdL          | 0               | 0               |                    | -                  | -                  |             | -           | -           | 9      | 0      |        |
| 2016-2017          | 1º Dezembro        | SD                 | 13         | 8          | CP              | 0               | 0               |                    | -                  | -                  |             | -           | -           | 13     | 8      |        |
| Totale 1º Dezembro | Totale 1º Dezembro | Totale 1º Dezembro | 30         | 14         |                 | 0               | 0               |                    | -                  | -                  |             | -           | -           | 30     | 14     |        |
| 2017-2018          | Real SC            | LdH                | 22         | 2          | CP+CdL          | 0               | 0               |                    | -                  | -                  |             | -           | -           | 22     | 2      |        |
| 2018-2019          | Desp. Aves         | PL                 | 3          | 0          | CP+CdL          | 0               | 0               |                    | -                  | -                  |             | -           | -           | 3      | 0      |        |
| 2019-2020          | Desp. Aves         | PL                 | 3          | 0          | CP+CdL          | 0               | 0               |                    | -                  | -                  |             | -           | -           | 3      | 0      |        |
| Totale carriera    | Totale carriera    | Totale carriera    | 67         | 16         |                 | 0               | 0               |                    | -                  | -                  |             | -           | -           | 67     | 16     |        |